# Atrium Musicae de Madrid
Atrium Musicae de Madrid était un ensemble vocal et instrumental espagnol, consacré à l'interprétation de la musique ancienne. Il a été fondé à Madrid, en 1964, par Gregorio Paniagua.
Parmi les musiciens qui ont participé à l'ensemble on peut citer : Eduardo Paniagua, Luis Paniagua, Carlos Paniagua, Carmen Paniagua, Beatriz Amo, Cristina Úbeda, Pablo Cano, Begoña Olavide, Marcial Moreiras, Cristina García, Mariano Martín, Eugenio Urbina, Javier Coello, Maximal Pradera, Jacobo Durán-Loriga, Luis Delgado et Andreas Prittwitz.

## Discographie

### Albums
- 1968 - Las Cantigas de Santa Maria del Rey Alfonso X El Sabio (XIIe - XIIIe siècle). En association avec la Capilla Musical et Escolanía de Santa Cruz de la Vallée de los Caídos. Collection de Musique Ancienne Espagnole 1. Hispavox CDM 7 63591-2. (Fiche sur medieval.org)
- 1968 - La Música en Cataluña hasta el siglo XIV. Avec la Capilla Musical et Escolonía de Santa Cruz de la Vallée de los Caídos. Enregistrement fait au Monastère de Silos. Collection de Musique Ancienne Espagnole 3. Hispavox CDM 5 65249-2. (Fiche sur medieval.org)
- 1969 - Monodia Cortesana Medieval (XIIe – XIIIe siècle) / Música Arabigo-Andaluza (XIIIe siècle). Avec l'Orchestre marocain de Tétouan. Collection de Musique Ancienne Espagnole 2. Hispavox CDM 7 65 331 2. (Fiche sur medieval.org)
- 1970 - Le Codex Las Huelgas (XIIe – XIVe siècles). Avec le Chœur de religieuses du Monastère cistercien de Santa María la Real de las Huelgas. Collection de Musique Ancienne Espagnole 5. Hispavox CDM 5 65 314-2. (Fiche sur medieval.org)
- 1972 - Messe de Barcelone, Ars Nova du XIVe siècle. Harmonia Mundi HMU 10 033 (LP). (Fiche sur medieval.org)
- 1976 - Musique Arabo-Andalouse. Harmonia Mundi 90389. (Fiche sur medieval.org)
- 1976 - Tarantule - Tarentelle. Harmonia Mundi « Musique d'abord » 190379. (Fiche sur medieval.org)
- 1976 - Mvsica Ivcvnda. Également édité sous le titre de L'Europe Joyeuse. Hispavox HHS 10-459. (Fiche sur medieval.org)
- 1977 - Diego Ortiz : Recercadas. Harmonia Mundi HM2393 (2 LP)
- 1978 - Codex Glvteo. Hispavox S 60.007 (LP)
- 1978 - Les Cantigas de Hita d'Alfonso X, El Sabio (1230–1284) et les instruments musicaux dans le Libro de Buen Amor, de l'Archiprêtre de Hita (XIVe siècle). Hispavox CDM 5 66057 2. (Fiche sur medieval.org)
- 1979 - Thibaut De Navarre (1201–1253). Harmonia Mundi HM 1016 (LP). (Fiche sur medieval.org)
- 1979 - Musique De la Grèce Antique. Harmonia Mundi « Musique d'abord » HMA 195 1015. (Fiche sur medieval.org)
- 1979 - Musique ancienne aragonaise. III. Pasacalles et Pasaclaustros. Enregistré à Madrid, septembre 1979. Chinchecle. Movieplay-Gong 17.1530-1.
- 1980 - Villancicos. Chansons populaires espagnoles des XVe et XVIe siècles. Harmonia mundi « Musique d'abord » HMA 190 1025. (Fiche sur medieval.org)
- 1980 - La Spagna. Variations espagnoles des 15e & 17e siècles. Bis CD-163. (Fiche sur medieval.org)
- 1981 - Las Indias de España. Musique précolombienne des archives du vieux et nouveau monde. Hispavox S90.463 (LP)
- 1982 - La Folía - De la Spagna. Enregistré en Nostre-Dame des Anges, Provence 1982. Harmonia Mundi HM 1050 / Victor Musical VICH-28079. Japon.

### Compilations avec d'autres ensembles
- 1994 - 20 Œuvres du XIIe au XVIIe siècle. Collection de Musique Ancienne Espagnole. Hispavox CDZ 5 68382-2. (Fiche sur medieval.org)
- 1994 - Chant ancien espagnol. EMI Classics (Espagne) CMS 2 5 65467 2 (2 CD). (Fiche sur medieval.org)
- 2007 - Les chemins de Compostelle. (Virgin "Classics" 00946 9346602 8 (2 CD). (Fiche sur medieval.org)

## Galerie

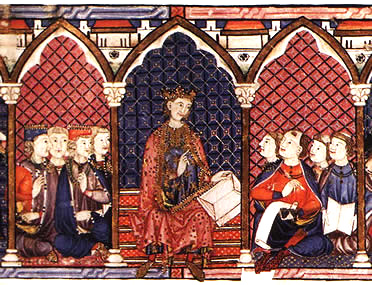
Miniature des Cantigas De Sainte María Employée en la Couverture de Les Cantigas de Sainte María Du Roi Alfonso X Le Savant (S. XII - XIII).
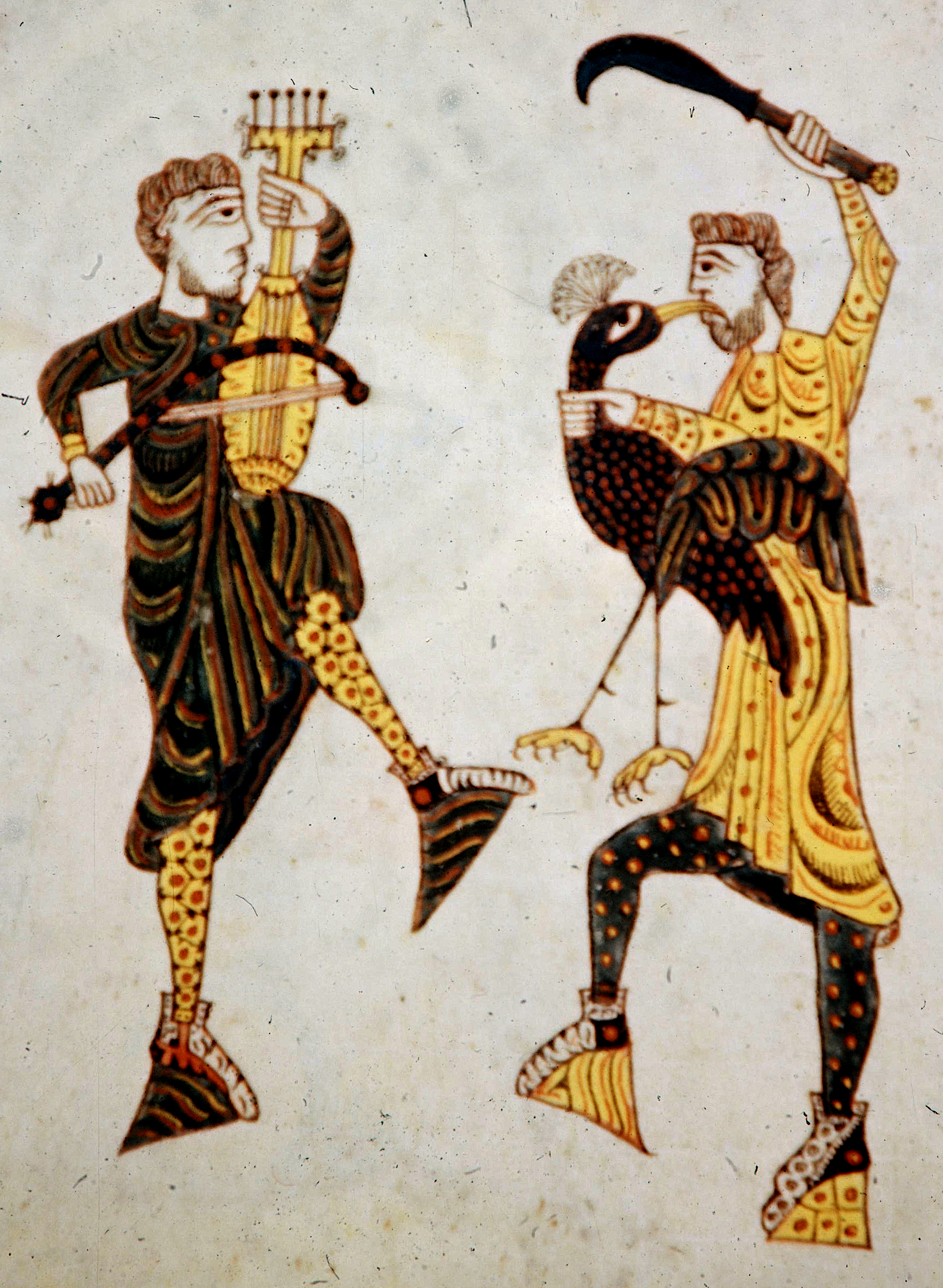
Image employée pour la couverture de Musique Arabo-Andalouse.
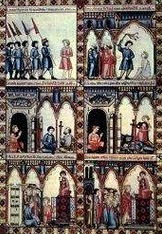
Miniatures des Cantigas de Sainte María, employées pour la couverture des Cantigas de Hita...
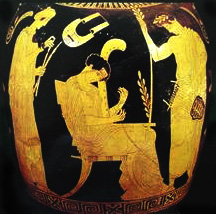
Image décorative d'un pichet grec, employée dans  la couverture du LP Musique de la Grèce Antique.
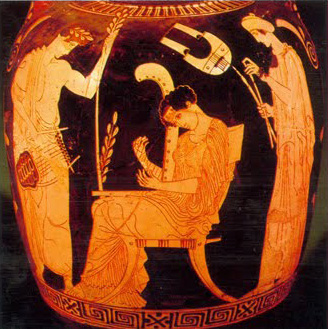
Image especular de l'antérieure, Avec une autre coloration, Employée dans la couverture du CD.
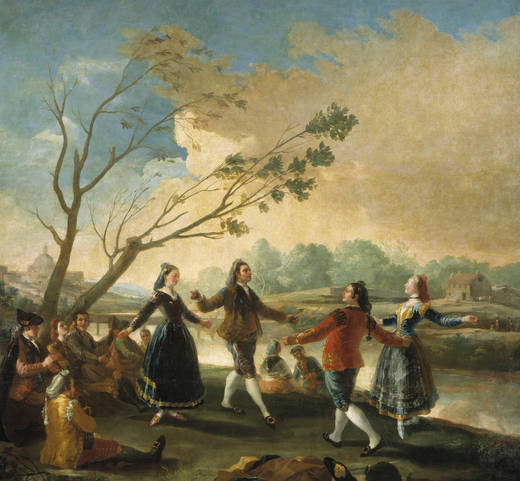
La danse de Saint-Antoine de la Florida, peinture de Goya employée pour la couverture de Villancicos.
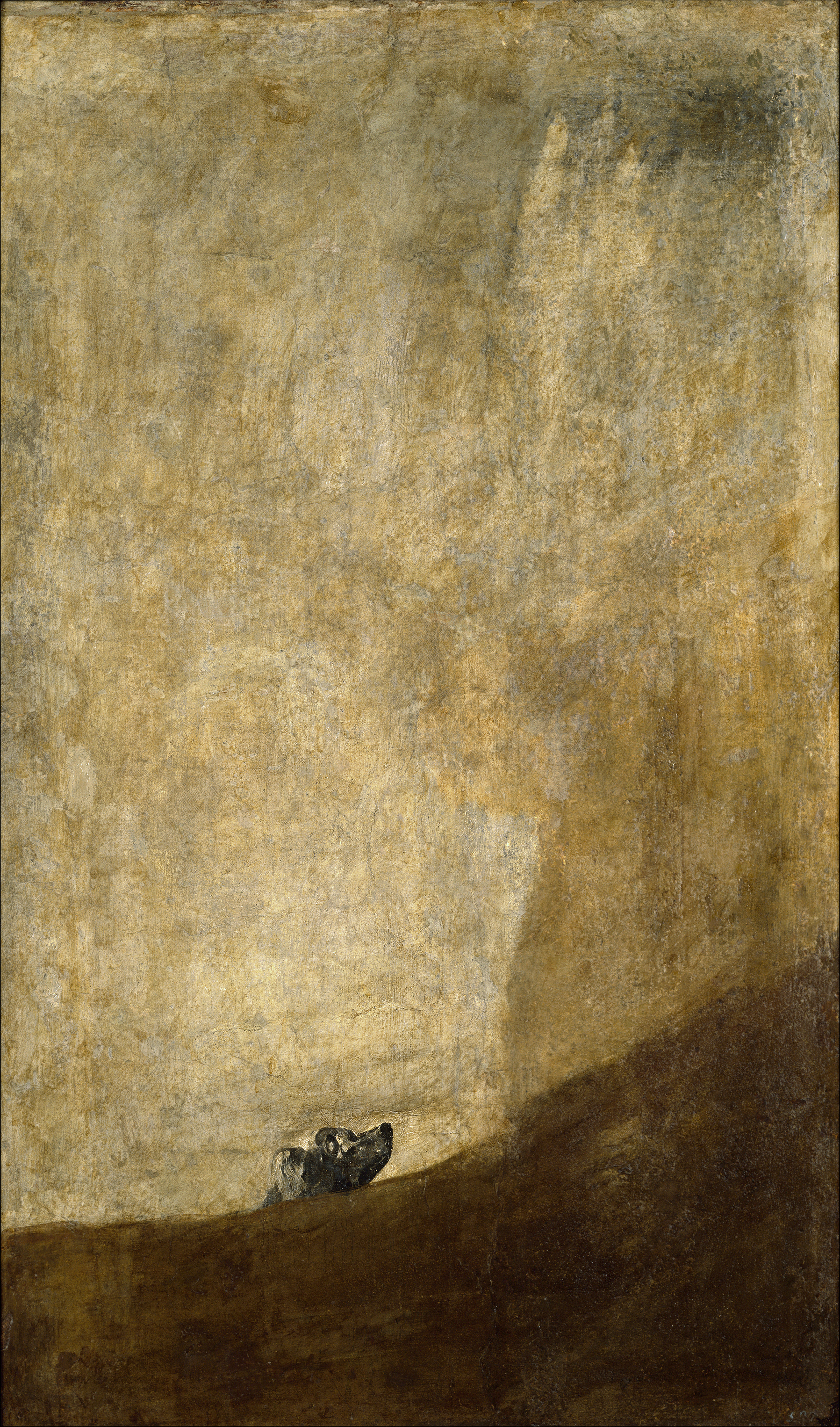
Le chien, peinture de Goya, employée pour la couverture de La folía - De la Spagna.